# 퉁 구워워이
퉁 구워워이(佟國維, 만주어:  Tung Guwe Wei, ? ~ 1719년)는 본래 요동 한족으로 한군(漢軍) 정람기(正藍旗) 사람이었지만,
직계가족 50명과 함께 만주 양황기(鑲黃旗)에 이적되었다.
그는 청 제국 강희제의 세 번째 황후인 효의인황후(孝懿仁皇后)의 아버지이자 강희제 시기의 대신이다. 강희제의 생모인 효강장황후와 대신 동국강(佟國綱)의 남동생으로, 강희제에게는 외삼촌이 되기도 한다.

## 생애
순치제 시기에 건청궁 일급시위로 순치제를 경호하였고 1670년에는 조카인 강희제의 배려로 내대신(內大臣)이 되었고 1682년에는 최고의 대신인 영시위내대신(領侍衛內大臣)이 되어 조정을 이끌었다. 1689년에 강희제에게 귀비로 들어갔던 딸이 황후가 되었으나 하루 뒤에 돌연 사망하였다. 강희제가 가르단을 평정할 때는 강희제를 호송하였고 북경과 몽골 강희제의 본영과의 연락을 총책임하였다. 1704년에 연로하여 퇴임하였고 15년 뒤인 1719년에 사망하였다.